# Salacia viminea
Salacia viminea är en benvedsväxtart som beskrevs av Nathaniel Wallich. Salacia viminea ingår i släktet Salacia och familjen Celastraceae. Inga underarter finns listade.